# 826

## Narození
- Ansgarda Burgundská, první manželka pozdějšího západofranského krále Ludvíka II. Koktavého
- nebo 827 Svatý Cyril, slovanský věrozvěst († 14. února 869)

## Hlavy státu
- Papež – Evžen II.
- Anglie – Wessex a Kent – Egbert
- Franská říše – Ludvík I. Pobožný + Lothar I. Franský
- První bulharská říše – Omurtag
- Byzanc – Michael II.
- Svatá říše římská – Ludvík I. Pobožný + Lothar I. Franský